# غلينون باتريك فلافين
غلينون باتريك فلافين (بالإنجليزية: Glennon Patrick Flavin)‏ هو قسيس أمريكي، ولد في 2 مارس 1916 في سانت لويس في الولايات المتحدة، وتوفي في 27 أغسطس 1995 في دنتون في الولايات المتحدة.